# Економско-социјални савјет Републике Српске
Економско-социјални савјет Републике Српске је трипартитно тијело основано с циљем подстицања и развоја колективног преговарања и усклађивања интереса радника, послодаваца и извршне власти. Чине га представници Савеза синдиката Републике Српске, Уније удружења послодаваца Републике Српске и Владе Републике Српске.

## Организација
Сједиште Економско-социјалног савјета је у Бањој Луци. Има девет чланова, и то: три представника Владе Републике Српске, три представника репрезентативног већинског синдиката (Савез синдиката Републике Српске) и три представника репрезентативног већинског удружења послодаваца (Унија удружења послодаваца Републике Српске). Сваки члан има замјеника. Мандат чланова и замјеника је четири године.
У оквиру Савјета налазе се и два стална радна тијела: Одбор за заштиту и здравље на раду Републике Српске и Одбор за борбу против непријављеног рада у грађевинском сектору Републике Српске.
Административно-техничке послове професионално обавља секретар Савјета.

## Дјелатност
Економско-социјални савјет Републике Српске разматра и заузима ставове према питањима:
- развоја и унапређивања колективног преговарања;
- утицаја економске политике и мјера за њено спровођење на социјални развој и стабилност политике запошљавања;
- зарада и цијена;
- конкуренције и продуктивности;
- приватизације и других питања структурног прилагођавања;
- заштите радне и животне средине;
- образовања и професионалне обуке;
- здравствене и социјалне заштите и сигурности;
- демографских кретања; и
- других питања значајних за остваривање и унапређивање економске и социјалне политике.

Савјет такође утврђује листу арбитара, миритеља, посредника и тијела за посредовање за мирно рјешавање радних спорова. Даје и мишљења о нацртима и предлозима закона и других прописа, од значаја за економски и социјални положај запослених и послодаваца.